# Paracetamol
Paracetamól (tudi acétaminofén) je učinkovina, ki deluje antipiretično in analgetično. Uporablja se zlasti za lajšanje blagih do zmerno hudih bolečin in zniževanje vročine pri prehladih, gripi ... Pogosto je skupaj z acetilsalicilno kislino in drugimi učinkovinami prisoten v kombiniranih tabletah. 
Paracetamol ne deluje, za razliko od večine analgetikov (kot sta aspirin in ibuprofen), protivnetno. Zato ga ne uvrščamo med nesteroidna protivnetna zdravila. V običajnih odmerkih ne draži želodčne sluznice in ne deluje na strjevanje krvi, kar je značilnost nesteroidnih protivnetnih učinkovin.
Sodi med neopioidne analgetike, saj ne izkazuje učinkov na osrednji živčni sistem; torej ne izzove evforije. Ne povzroča odvisnosti, fiziološke tolerance ali težav pri odtegnitvi.

## Klinična uporaba

### Vročina
Paracetamol se uporablja za zniževanje vročine, vendar pa so podatki o njegovih antipiretičnih (protivročinskih) lastnostih skopi, kar zlasti velja za uporabo pri odraslih. Zato so koristi zdravljenja vročine s paracetamolom nejasne. Nekateri menijo, da gre za zdravilo, ki se prepogosto predpisuje za to indikacijo. Pri prehladu sicer obstajajo podatki iz manj kakovostne klinične raziskave, da olajša zamašenost nosu in izcedek iz nosu, ne potrjujejo pa  učinkov na druge simptome, kot so boleče žrelo, utrujenost, kihanje in kašelj.
Pri bolnikih, ki se zdravijo na oddelkih za intenzivno nego, paracetamol zniža telesno temperaturo le za 0,2–0,3 °C v primerjavi s kontrolno skupino in nima učinka na smrtnost. Pri bolnikih po možganski kapi, ki so imeli vročino, uporaba paracetamola ni imela vpliva na izide bolezni. Pri sepsi obstajajo nasprotujoči si podatki o učinkovitosti paracetamola; v raziskavah so poročali tako o povečani smrtnosti, zmanjšani smrtnosti kot o nevtralnem učinku na smrtnost. Pri zdravljenju denge paracetamol v raziskavi ni pokazal učinkovitosti, povzročil pa je porast jetrnih encimov pri bolnikih, kar kaže na potencialno poškodovanje jetrnega tkiva. Nasplošno velja, da podatki ne podpirajo uporabe protivročinskih zdravil, vključno s paracetamolom, pri bolnikih z vročino zaradi prisotne okužbe.
Učinkovitost paracetamola pri otrocih z vročino ni potrjena. Uporaba paracetamola zgolj z namenom znižanja telesne temperature se ne priporoča; njegova uporaba pri otrocih z vročino, ki so vidno prizadeti, pa lahko pride v poštev. Paracetamol ne prepreči vročinskih krčov. Protivročinski učinek običajnih odmerkov paracetamola pri otrocih (znižanje telesne temperature za okoli 0,2 °C) ima vprašljivo klinično korist, zlasti pri uporabi v urgentnih okoliščinah. Posledično nekateri zdravniki priporočajo uporabo večjih odmerkov, ki telesno temperaturo znižajo za do 0,7 °C. Metaanalize so pokazale, da je paracetamol pri otrocih manj učinkovit kot ibuprofen (ena analiza podatkov je sicer pokazala le mejno manjšo učinkovitost paracetamola); podatki se nanašajo tudi na otroke, mlajše od dveh let, pri katerih pa sicer paracetamol izkazuje nespremenjen varnostni profil. Tako paracetamol kot ibuprofen povečata tveganje za poslabšanje astme v primerljivem obsegu. Sočasna uporaba paracetamola in ibuprofena pri otrocih, mlajših od pet let, se odsvetuje; če je pa sočasna uporaba upravičena, se priporoča prilagoditev odmerkov.

### Bolečine
Paracetamol se uporablja za zdravljenje blage do zmerno hude bolečine, kot so glavobol, bolečine v mišicah, blažje bolečine pri artritisu, zobobol in bolečine, ki spremljajo prehlad, gripo, zvine in menstruacijo. Priporoča se zlasti za zdravljenje akutne blage do zmerno hude bolečine, saj za zdravljenje kronične bolečine ni dovolj dokazov.

## Mehanizem delovanja
Dolgo časa so zaradi strukturnih sorodnosti predvidevali, da deluje na podoben način kot aspirin; torej, da zavira sintezo prostaglandinov, tako da zavre encim ciklooksigenazo.
Kasneje so ugotovili bistvene razlike v delovanju. Prostaglandini so pomembni vnetni posredniki, vendar paracetamol ne deluje protivnetno. Ciklooksigenaza posreduje tudi pri sintezi tromboksanov, ki sodelujejo pri strjevanju krvi, zato aspirin zavira strjevanje krvi. Paracetamol tega učinka nima. Nadaljnja razlika je tudi v tem, da nesteroidna protivnetna zdravila poškodujejo želodčno sluznico, paracetamol pa ne (prostaglandini imajo namreč zaščitno funkcijo v želodčni sluznici).
Vzrok različnega delovanja je v tem, da aspirin in njemu sorodne učinkovine ireverzibilno inhibirajo cikloosigenazo in blokirajo sintezo prostaglandinov, paracetamol pa deluje posredno. Blokada encima s paracetamolom v prisotnosti peroksida ni učinkovita. To lahko razloži, zakaj deluje paracetamol le centralno. V krvnih ploščicah in limfocitih je namreč visoka koncentracija peroksida. 
Leta 2002 so dokazali tretji podtip encima ciklooksigenaze; poleg že znanih COX-1 in COX-2 še COX-3. Ta je prisoten le v osrednjem živčevju. Verjetno je, da paracetamol inhibira le ta podtip encima.
Točen mehanizem delovanja še ni pojasnjen.

## Presnova
Paracetamol se presnovi primarno v jetrih, kjer se večidel molekul preko konjugacije s sulfatom in glukuronsko kislino spremeni v neaktivno obliko. Izloča se skozi ledvice. Le manjši delež se v jetrih metabolizira z encimom citokrom P450; toksičnost paracetamola je povezana ravno z majhnimi količinami alkiliranega presnovka (N-acetil-p-benzo-kinon imin), ki nastane s pomočjo tega encima. Ta metabolit reagira z SH- skupinami bioloških molekul. V manjših odmerkih pride do hitrega razstrupljenja N-acetil-p-benzo-kinon imina s pomočjo glutationa; konjugat se izloči s sečem.

## Toksičnost
Paracetamol ima zelo ozek terapevtski indeks. To pomeni, da je razlika med običajnim in toksičnim odmerkom relativno majhna.
Pri preodmerjanju lahko pride do znatne poškodbe jeter, celo do odpovedi in posledično do smrti. Ker je paracetamol na tržišču dostopen brez zdravniškega recepta, se včasih uporablja tudi v suicidalne namene.
Paracetamola ne smemo užiti po konzumaciji alkohola, saj se v tem primeru spremeni presnova v jetrih.
V terapevtskih odmerkih je paracetamol med varnejšimi analgetiki. Pri predoziranju se poveča količina toksičnega metabolita N-acetil-p-benzokinon imina. Zaradi povišane koncetracije razstrupljanje z glutationom ni več dovolj hitro in omenjeni presnovek reagira s celičnimi sestavinami (predvsem z membranami) in povzroči akutno nekrozo. Posledica je lahko smrt.
Pri terapiji preodmerjenja se navadno daje aktivno oglje, ki v prebavni cevi na svojo površino adsorbira molekule paracetamola in tako prepreči, da bi zašle v krvni obtok. Aktivno oglje je potrebno zaužiti po največ štirih urah od zaužitja prevelikega odmerka paracetamola. Kasneje je namreč večina paracetamola že prešla v krvni obtok. V tem primeru je potrebna aplikacija protistrupa; običajno N-acetilcisteina. Le-ta vsebuje tiolne skupine (SH), na katere se veže N-acetil-p-benzo-kinon imin in se na ta način detoksificira.

## Komercialna imena
Paracetamol ima raznovrstna komercialna imena, npr. ben-u-ron®, Captin®, Fensum®, Mexalen®, Paedialgon®, Paracetamol-Hexal, Perfalgan®. V ZDA se imenuje Tylenol® (McNeil-PPC, Inc.), Anacin-3® ali Datril®, v Aziji, Avstraliji, Švici in Veliki Britaniji je naprodaj kot Panadol®, v Grčiji kot Depon®, v Turčiji kot Minoset® in v Sloveniji kot Lekadol® in Daleron®. 
Paracetamol vsebujejo tudi: Ibupar ...

## Zgodovina
Že v starem veku so poznali protibolečinske pripravke, pridobljene iz vrbovega lubja, ki vsebuje salicilate. To je privedlo do razvoja aspirina, ki je derivat salicilne kisline. 
Uporabljali so tudi pripravke iz lubja drevesa kininovec (Cinchona), ki vsebuje antimalarik kinin.
Šele po letu 1880 so sintetizirali acetanilid in fenacetin, ki sta se uporabljala kot analgetika. Leta 1873 so prvič dokazali prisotnost paracetamola v seču bolnika, ki so mu dajali fenacetin. Leta 1899 so ugotovili, da se tudi acetanilid v telesu presnovi do paracetamola. Kljub temu se paracetamol še dolgo časa ni uporabljal v medicini. Šele 1957 se je v Veliki Britaniji prvič pojavil na tržišču v obliki tablete pod imenom Panadol®.